# Scelescepon
Scelescepon là một chi bướm đêm thuộc họ Erebidae.